# Detective Dee e il mistero della fiamma fantasma
Detective Dee e il mistero della fiamma fantasma (Dí Rénjié Zhī Tōngtiān Dìguó) è un film del 2010 diretto da Tsui Hark.
La pellicola, di genere wuxia, è basata sul libro Detective Dee and the mystery of the Phantom Flame di Lin Qianyu.

## Trama
Nell'anno 689, Wu Zetian sarà incoronata la prima imperatrice in Cina nonostante l'opposizione dei funzionari di corte. Ha una figura di Buddha costruita con vista sul suo palazzo a Luoyang, ma un funzionario che ispeziona i progressi esplode misteriosamente in fiamme. L'ufficiale penale Pei Donglai e il suo superiore indagano e interrogano il costruttore supervisore, Shatuo, che era stato precedentemente imprigionato dopo aver preso parte a una ribellione. Non trovano nulla e anche il superiore di Pei muore subito dopo prendendo fuoco anche lui.
L'imperatrice ordina che l'ex detective e ribelle Dee Renjie venga scarcerato dopo che l'abate imperiale ha dichiarato che deve risolvere il mistero dell'incendio. Manda la sua assistente Shangguan Jing'er a prendere Dee dalla prigione, e Jing'er arriva proprio mentre Dee viene attaccato dagli assassini. Wu ripristina Dee come detective reale e assegna a Jing'er sia l'assistente che la spia. Jing'er tenta di sedurre Dee, ma viene interrotto dagli assassini. Di incontra il principe Li, che non riesce a reclutarlo per guidare un esercito ribelle. Quando Pei porta Dee e Jing'er a ispezionare i cadaveri carbonizzati, Dee deduce che gli assassini usano un veleno che si accende al contatto con la luce solare.
Pei si unisce a Dee nelle sue indagini. Dee si riunisce con il suo amico Shatuo, che sospetta che il veleno sia il veleno di "tartaruga di fuoco" (in realtà dei coleotteri). Indica Di a Donkey Wang, che si nasconde in una rete di caverne chiamata Bazaar Fantasma. Pei ordina che Shatuo venga arrestato per non averglielo detto prima, ma Dee lo ferma. Dee, Pei e Jing'er individuano il dottor Wang al Bazaar Fantasma, ma vengono attaccati da una figura che sembra essere l'abate imperiale. Dopo che Jing'er e Pei lo hanno combattuto, Pei lo insegue nella residenza proibita dell'abate. Donkey Wang rivela di essere il medico di corte e ha cercato di usare le tartarughe di fuoco come medicina per il defunto imperatore. Imparando il loro vero pericolo, ha camuffato il suo aspetto usando i punti terapeutici ed è fuggito.
Il principe Li gli restituisce la mazza di Dee, che è stata presa dopo che è stato imprigionato. Di mantiene la sua neutralità politica e poco dopo Li viene assassinato. Di sospetta il coinvolgimento dell'abate, ma Wu lo avverte che verrà ucciso se tenterà di entrare nel monastero. Pei scopre che il primo ispettore ha scoperto qualcosa durante la sua ispezione e prende i diagrammi, ma viene catturato. Al monastero, Dee scopre che l'abate imperiale è in realtà Jing'er travestito usando punti terapeutici. Dee ipotizza che l'imperatrice abbia usato l'abate imperiale per giustificare la sua tirannia ed eliminare i suoi oppositori politici, forse incluso il defunto imperatore. Jing'er attacca Dee, ma non è in grado di ucciderlo. Inciampa in una trappola tesa dagli assassini e viene ferita a morte. Dee soddisfa la sua richiesta finale rimandandola in tribunale.
Dee trova Pei, ma Pei è già stato avvelenato dal veleno della tartaruga di fuoco e Dee non è in grado di salvarlo. Prima di morire, Pei indirizza Dee ai diagrammi, che implicano Shatuo. Quando Dee affronta Shatuo al Buddha, Shatuo rivela il suo piano per uccidere l'Imperatrice facendo crollare il Buddha sul palazzo come vendetta. Ha ucciso entrambi i funzionari dopo aver notato le sue modifiche al Buddha e al principe Li per averlo insultato. Ha anche preso l'autorità del defunto principe Li per usare l'esercito di Li per invadere la città e uccidere Wu se sopravvive. Mentre Dee e Shatuo combattono, Dee è intriso del veleno delle tartarughe di fuoco. Dee riesce a deviare la statua e Shatuo si dirige all'incoronazione per avvelenare Wu. Dee raggiunge Shatuo e invece gli versa il veleno addosso, facendolo bruciare a morte al sole.
Dee salva Wu dal crollo della statua e la avverte dell'esercito ribelle. L'imperatrice promette di essere una sovrana giusta e di restituire il potere alla dinastia Tang quando il suo regno finirà. Rifiutando l'offerta di Wu di un posto alla sua corte, Dee si dimette da ispettore e si ritira nel Bazaar Fantasma con il dottor Wang, dove lotterà per vivere con la sua condizione incurabile.

## Distribuzione

### Data di uscita
In Italia il film è uscito nelle sale il 26 agosto 2011.

## Accoglienza

### Incassi
La pellicola a fronte di un budget stimato di $ 13.000.000 ha incassato ben $ 51.600.000 nel mondo e € 77.541 solo in Italia.

### Critica
Il film ha riscosso critiche positive sia in patria che all'estero. In Italia ampio plauso è stato dato alla sapiente fusione di colori, atmosfere ed elementi tradizionali cinesi con una trama poliziesca avvincente e ben strutturata.

## Riconoscimenti
- Festival internazionale del cinema fantastico di Bruxelles - 2011
  - Corvo d'Argento: Tsui Hark